# Карманов, Георгий Кириллович
Георгий Кириллович Карманов (1897 — 1981) — начальник Главного управления мер и весов НКВД СССР.

## Биография
Родился в русской семье крестьянина-середняка. Окончил сельскую школу в 1910. Трудовую жизнь он начал четырнадцатилетним подростком: был пастухом, батрачил у кулаков. В конце 1913 приехал в Петербург и поступил учеником в слесарную мастерскую завода «Эриксон». Поступил слесарем на телефонно-телеграфный завод «Лоренц». Член ПСР с июля 1915 по январь 1916, в РСДРП с июня 1916. Участвовал в вооружённой борьбе на улицах столицы Российской империи в дни Февральской революции, в апреле встречал В. И. Ленина у Финляндского вокзала, а в дни Октябрьской революции был среди тех кто штурмовал Зимний дворец.
Служил в Красной гвардии, охране Смольного, нём караул у кабинета № 67, в котором работал Владимир Ильич Ленин. Затем был в летучем отряде красногвардейцев при следственной комиссии районного Совета Петроградской стороны, участвовал в борьбе с грабежами винных складов, спекуляцией, антисоветскими выступлениями. С июня 1918 воин Красной армии, чекист. Принимал участие в подавлении мятежа левых эсеров в Москве, был на Западном фронте, работал в органах ВЧК до 1925.
Инспектор, заместитель заведующего учётно-ссудным отделом Электробанка с декабря 1925 по 1927, затем заместитель заведующего учётно-ссудным отделом Московской конторы Госбанка СССР до 1929, заведующий отделом активных операций Московской конторы Госбанка СССР с 1929, начальник финансового отдела, заместитель коммерческого директора Орудийно-арсенального треста до 1930, помощник директора промышленного сектора Госбанка СССР до 1931. Учился на подготовительных курсах Экономического отдела Института красной профессуры в 1931, затем учился на финансовом отделении Экономического отдела ИКП до 1932. Заведующий бюро жалоб Московской контрольной комиссии (МКК)—РКИ с 1932. Начальник финансового и учётного отдела Главного управления народного питания (Главнарпита) Народного комиссариата снабжения СССР с 1932 по 1934. Заместитель начальника объединения вагонов-ресторанов с 1934 по март 1935.
В 1935 перешёл на работу в НКВД СССР. В 1936–1938 начальник Главного управления мер и весов (Главмервес) НКВД СССР. В 1946–1953 начальник Центрального финансового отдела МВД СССР.

### Звания
- младший лейтенант государственной безопасности, 07.04.1936;
- военинтендант 1-го ранга, 17.02.1938;
- полковник интендантской службы.

### Награды
- орден Красной Звезды, 03.11.1944;
- орден Трудового Красного Знамени, 23.02.1945;
- 2 медали.